# Chengtuan
Chengtuan (kinesiska: 成团镇, 成团) är en köping i Kina. Den ligger i den autonoma regionen Guangxi, i den södra delen av landet, omkring 190 kilometer nordost om regionhuvudstaden Nanning. Antalet invånare är 44921. Befolkningen består av 21 421 kvinnor och 23 500 män. Barn under 15 år utgör 16,0 %, vuxna 15-64 år 73 %, och äldre över 65 år 9,0 %.
Genomsnittlig årsnederbörd är 2 096 millimeter. Den regnigaste månaden är juni, med i genomsnitt 417 mm nederbörd, och den torraste är februari, med 54 mm nederbörd.